# Throb (singolo)
Throb è un singolo della cantante statunitense Janet Jackson, pubblicato nel 1994 ed estratto dall'album Janet.

## Tracce
- 12" Promo (UK)

1. A1. Throb (David Morales Legendary Club Mix) – 9:05
2. B1. Throb (David Morales Legendary Dub Mix) – 7:27
3. B2. Throb – 4:34